# Papirus

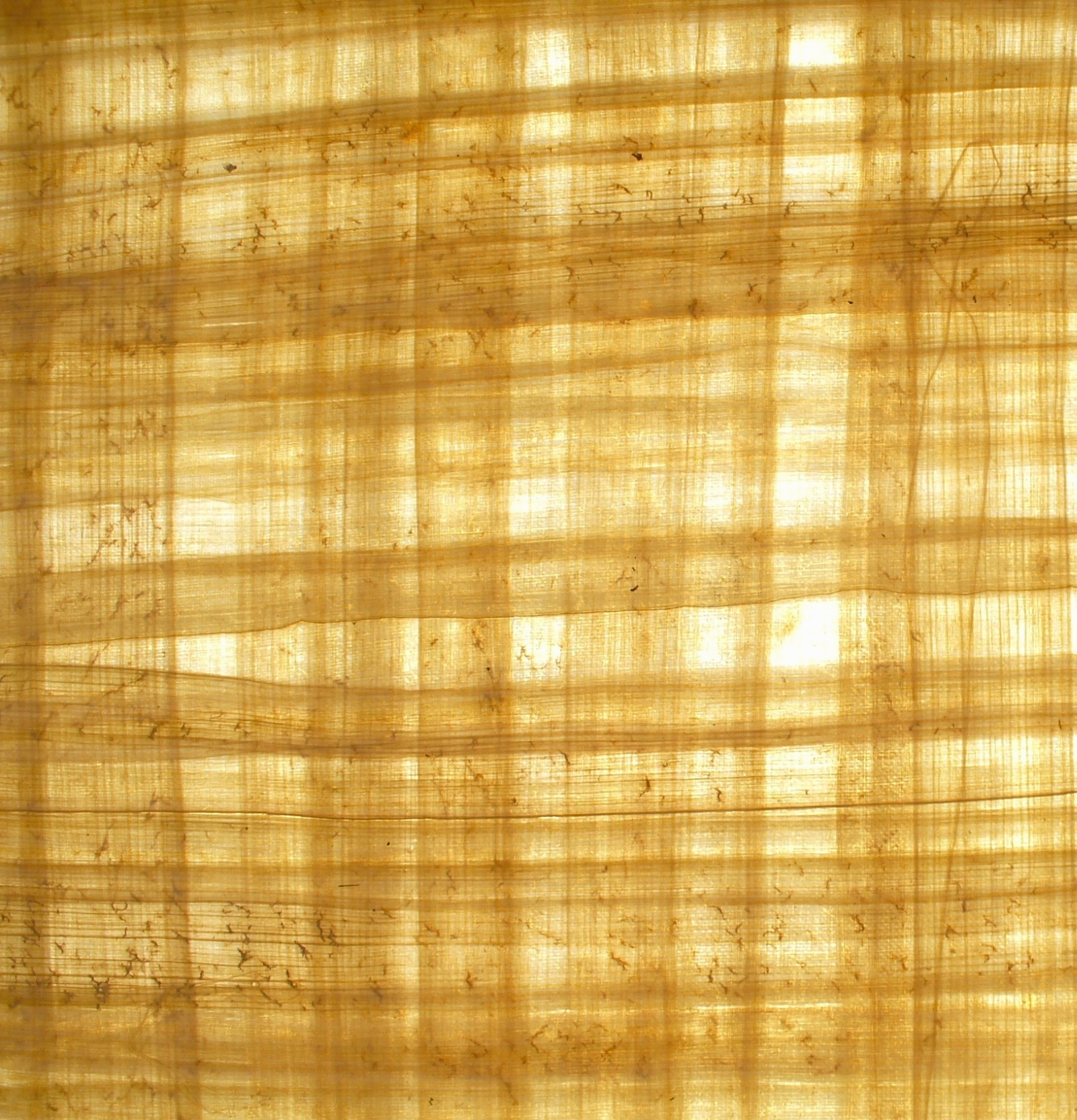
Detaliu cu modul de așezare a fâșiilor de papirus pentru a forma un suport pentru scris

Papirusul este un material asemănător hârtiei, produs din planta Cyperus papyrus, pe care se scria în perioada Antichității, în special în Egipt.
Papirusul a rămas suport esențial al cărții în Egipt și s-a răspândit în lumea greacă și în Imperiul Roman. Papirusurile care ne-au parvenit nu reprezintă decât o infimă parte a celor care au existat. Aproape toate provin din Egipt, unde condițiile climatice au ușurat păstrarea lor.
Cartea din papirus se prezenta sub forma unui sul alcătuit din foi lipite unele în continuarea celorlalte, adesea în număr de zece. Lungimea medie a unui sul era de la 6 până la 10 metri, dar papirusul Harris (cronică a domniei lui Ramses al III-lea) depășește 40 de metri. Cartea se desfășura orizontal; ea era împărțită în coloane verticale și aproape întotdeauna scrisă pe o parte, cea a sensului orizontal al fibrelor. Titlul se găsea la sfârșit, uneori în interior sau pe o etichetă atârnată de cilindrul care înfășura sulul. Cea mai mare parte a cărților din papirus care ne-au rămas din vechiul Egipt au fost găsite în morminte; lângă corpuri se depuneau texte sacre, rugăciuni, pentru a proteja sufletele defuncților în peregrinările lor; aceasta este originea „Cărții morților”, cunoscută chiar de la începutul celui de-al II-lea mileniu. Acest text, devenit tradițional, era fabricat în serie de către preoți. Exemplarele erau mai mult sau mai puțin ilustrate, după calitatea defuncților cărora le erau destinate.

## Galerie de imagini

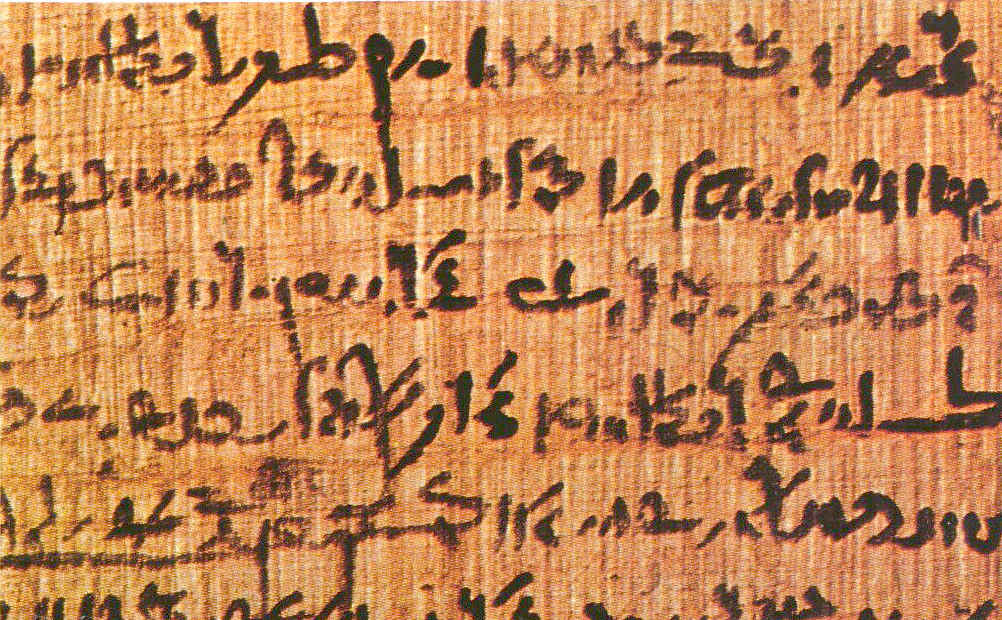
Text scris pe papirus
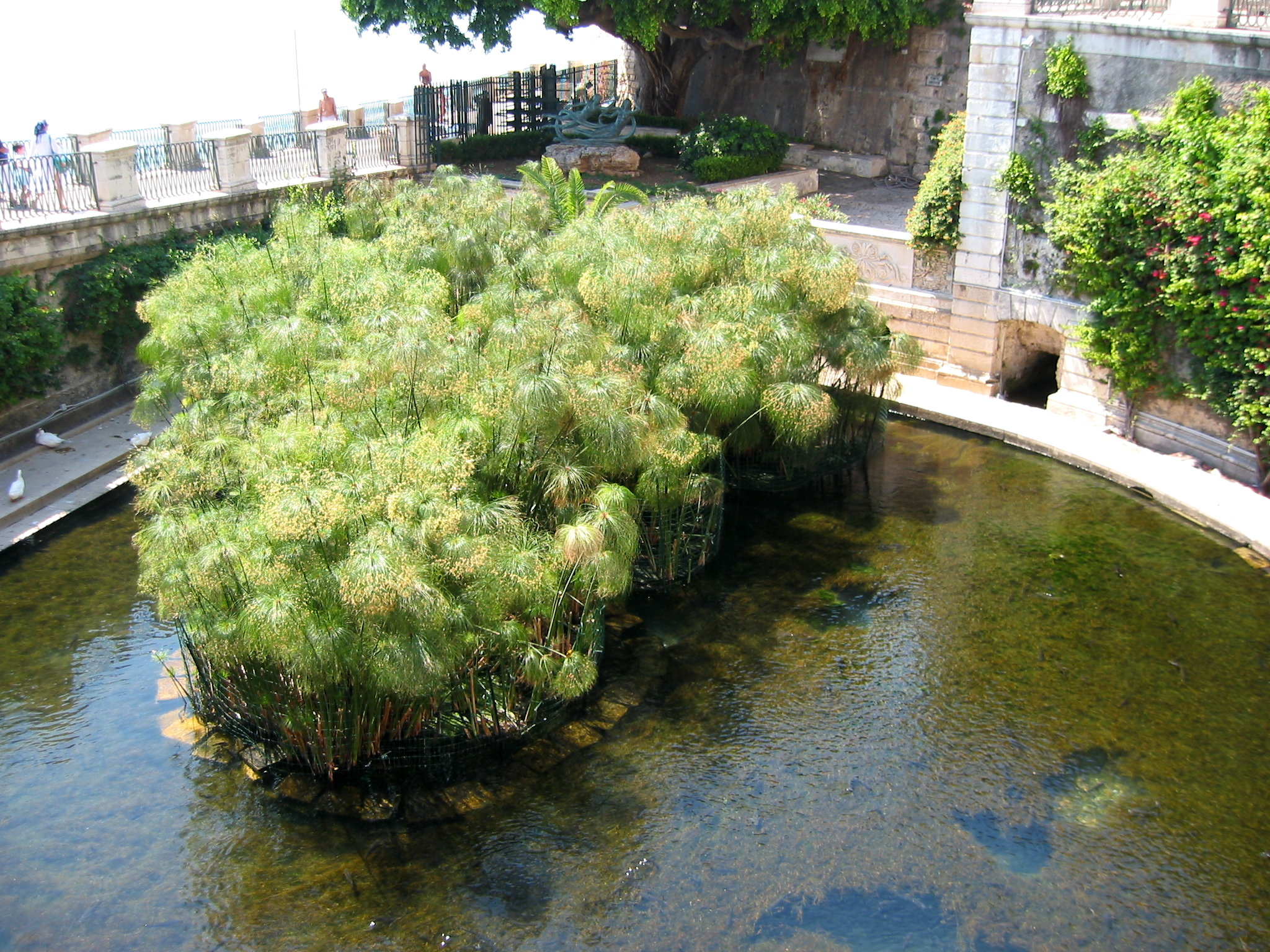
Fonte Aretusa din Siracuza, Sicilia (singurul loc din Europa unde creşte planta Cyperus papyrus din care este produs papirusul)